# Nemes Levente
Nemes Levente (Medgyes, 1939. szeptember 16. –) Kossuth- és Jászai Mari-díjas erdélyi magyar színművész, előadóművész, színházigazgató.

## Életútja
Marosvásárhelyen érettségizett (1958), a Szentgyörgyi István Színművészeti Főiskolán szerzett diplomát (1962). Színészi pályáját a marosvásárhelyi Székely Színháznál kezdte (1962–72), majd a sepsiszentgyörgyi Állami Magyar Színház művésze, 1992. szeptember 5-től 2005 november végéig a közben Tamási Áron nevét felvevő színház igazgatója, november végétől a színház igazgatását Bocsárdi László az addigi rendező, művészeti vezető vette át.

## Színészi alakításai
Színészi pályájának gazdag szerepvállalásai során szoros kapcsolatba került az irodalommal: így kitűnt Sütő András Csillag a máglyán c. drámájában Kálvin, Katona Bánk bánjában Petur, Veress Dániel Örvényben c. darabjában Kossuth, a Móricz Zsigmond nyomán Sylvester Lajossal közösen összeállított Bethlen Gábor c. színműben a fejedelem alakításával. Szerepelt Ștefan Roman Tridentul nu rǎspunde című filmjében.

## Versműsorai
Sajátos előadói műfaja "a vers továbbadása" – amint Bogdán László írja –, s ennek eredményei itthon is, határokon túl is ismertté tették nevét. Emlékezetes versműsorai: válogatás a világirodalomból Illyés Kingával (1966); Tudor Arghezi-bemutatás Testamentum címmel Szabó Csaba zenéjére, Franyó Zoltán bevezetőjével (1968); a Mindent az Életért c. Ady-est, egy összeállítás Radnóti Miklós verseiből Sem emlék, sem varázslat címmel, valamint Székely János Dózsa-poémájának színpadi változata Kölönte Zsolt díszleteivel és Csíky Boldizsár zenéjével (1969), továbbá Visky Árpáddal közös József Attila-versműsora Eszmélet címmel, Haller József színpadképével (1972); Világosságot! c. Petőfi-idézése (1973); Most jöttem a félhetessel c. válogatása Bajor Andor műveiből (1984).
Lírai összeállításaival Electrecord lemezeken és a TV képernyőjén is szerepelt, így Konsza Samu háromszéki népmeséivel; a Dózsa-poémával és Arany Toldijának interpretációjával Magyarországon, Jugoszláviában és a bécsi Bornemissza Társaságban is bemutatkozott. Ştefan Roman Tridentul nu răspunde c. filmjében (1980) szerepet játszik. Versmondással a Duna Televízióban népszerűsítette Farkas Árpád, Magyari Lajos, Szilágyi Domokos költészetét.

## Díjak, elismerések
- A Kultúra Szabadságáért díj (két alkalommal a Kovászna megyei Művelődési Felügyelőségtől)
- Kádár Imre-díj (EMKE, 1999)
- Életműdíj (Határon Túli Magyar Színházak XIII. fesztiválja, Kisvárda, 2001)[1]
- Jászai Mari-díj (2007)
- Kaszás Attila-díj (2009)
- Kossuth-díj (2025)[2]